# Keen Eddie
Pour les articles homonymes, voir Keen.
Keen Eddie est une série télévisée américaine en treize épisodes de 42 minutes, créée par J.H Wyman dont 7 épisodes ont été diffusés entre le 3 juin et le 24 juillet 2003 sur le réseau FOX. La chaîne Bravo a diffusé tous les 13 épisodes à partir du mois de janvier 2004.
En France, la série a été diffusée à partir du 11 mars 2004 sur Comédie ! et rediffusée à partir du 16 mars 2006 sur NRJ 12.

## Synopsis
Après son enquête sur un important trafic de drogue, la police de New York rate l'arrestation des suspects. Eddie Arlette est alors envoyé à Londres pour aider Scotland Yard qui travaille sur la même affaire. Eddie et son collègue policier britannique, l'inspecteur Monty Pippin, parviennent à boucler l'enquête mais Eddie est invité à rester en Angleterre. 
En plus de son travail, Eddie a une relation tendue avec Fiona, qui occupe l'appartement qu'il a loué à ses parents.

## Distribution
- Mark Valley (VF : Gilles Morvan) : l'inspecteur Eddie Arlette
- Sienna Miller (VF : Véronique Desmadryl) : Fiona Bickerton
- Julian Rhind-Tutt (VF : Vincent Ropion) : l'inspecteur Monty Pippin
- Colin Salmon (VF : Jean-Paul Pitolin) : le superintendant Nathanial Johnson
- Rachael Buckley (VF : Ethel Houbiers) : Carol Ross

## Épisodes
1. Big Ben Blues (Pilot)
2. Panique hippique (Horse Heir)
3. Panique à l'opéra (Achtung Baby)
4. Envers et contre tout (Eddie Loves Baseball)
5. Coups bas (Sucker Punch)
6. Le Prodigieux Larry Dunn (The Amazing Larry Dunn)
7. Noir c'est noir (Black Like Me)
8. L'As de la tire (Sticky Fingers)
9. Incitation à la vengeance (Inciting Incident)
10. Citizen Cécile (Citizen Cecil)
11. Bienvenue au club (Who Wants to Be in a Club That Would Have Me as a Member?)
12. Sauvons les apparences (Keeping Up Appearances)
13. Liberté, Égalité, Fraternité (Liberté, Égalité, Fraternité)

## Commentaires
Tous les épisodes ont été réalisés en Grande-Bretagne.
Malgré la différence de punaises sur la carte de Londres qui fait le suivi des aventures, FOX a diffusé la série dans le désordre avant de l'annuler après 7 épisodes, et Bravo a rediffusé ces 7 épisodes ainsi que les 6 qui n'ont pas été diffusés dans un autre ordre. Le DVD sorti par Paramount Home Entertainment le 7 septembre 2004 suit l'ordre de diffusion et non l'ordre de production.